# Ugo Zovetti
Ugo Zovetti (* 5. September 1879 in Curzola, Dalmatien; † 1974 in Mailand) war ein italienischer Stoffdesigner und Buchgestalter dalmatinischer Herkunft.
Zovetti studierte von 1901 bis 1908 bei Kolo Moser und Rudolf von Larisch an der Wiener Kunstgewerbeschule. 1911 wurde er Assistent von Moser, konzentrierte sich aber bald auf sein eigenes Atelier. Er entwarf Porzellanobjekte mit schwarz-weißem geometrisierendem Dekor für die Manufaktur Josef Böck, Stoffe und Accessoires für die Wiener Werkstätte, Teppiche für die Firma Ginzkey. Hauptsächlich war er als Stoffdesigner und Buchgestalter tätig.